# دیگو باردانکا
دیگو باردانکا (انگلیسی: Diego Bardanca؛ زادهٔ ۲۰ مارس ۱۹۹۳) بازیکن فوتبال اهل اسپانیا است.
وی همچنین در تیم ملی فوتبال فیلیپین بازی کرده‌است.